# Gustave Alirol
Pour les articles homonymes, voir Alirol.
Gustave Alirol, né le 31 août 1948 au Puy-en-Velay (Haute-Loire) où il meurt le 14 février 2025,, est un professeur d’université et homme politique régionaliste français, membre du Partit occitan.

## Biographie
Gustave Alirol est professeur de droit privé à l'université Lyon III.
Secrétaire fédéral du Partit occitan, il est président de Régions et peuples solidaires, il est aussi vice-président de l’Alliance libre européenne. 
Il est élu maire de Saint-Hostien (Haute-Loire) en mars 2001 et ne se représente pas en 2008.
Aux élections régionales de 2010, il est candidat au premier tour sur la liste Europe Écologie, au second tour sur la liste Rassemblement pour l'Auvergne Juste et Solidaire de René Souchon. Il est élu conseiller régional d’Auvergne pour la Haute-Loire. Il ne se représente pas en 2015.
Il est investi par Europe Écologie Les Verts dans la Première circonscription de la Haute-Loire pour les élections législatives 2012, il obtient 6,27 % des suffrages.